# Lithophyllum cuneatum
Lithophyllum cuneatum Keats, 1995 é o nome botânico de uma espécie de algas vermelhas pluricelulares do gênero Lithophyllum, família Corallinaceae.
- São algas marinhas encontradas nas ilhas de Fiji.

## Sinonímia
- Não apresenta sinônimos.